# Hypogymnia pseudobitteriana
Hypogymnia pseudobitteriana är en lavart som först beskrevs av D. D. Awasthi, och fick sitt nu gällande namn av D. D. Awasthi. Hypogymnia pseudobitteriana ingår i släktet Hypogymnia och familjen Parmeliaceae.   Inga underarter finns listade i Catalogue of Life.